# Covaxin
Covaxin (Codename BBV152) ist ein COVID-19-Impfstoff in der Form eines Totimpfstoffes. Er wurde von Bharat Biotech in Zusammenarbeit mit dem Indian Council of Medical Research – National Institute of Virology entwickelt.
Bis Oktober 2021 wurden 110,6 Millionen Menschen in Indien mit Covaxin geimpft. Am 3. November 2021 hat die Weltgesundheitsorganisation (WHO) den Impfstoff als achten auf die Notfallliste gesetzt. Bis 31. Januar 2022 erhielt Covaxin in 13 Ländern eine Notfallzulassung.

## Wirksamkeit
Eine klinische Studie der Phase 3 mit 25.798 Teilnehmern ergab, dass der Impfstoff zu 64 % (95 % -KI, 29–82 %) wirksam gegen asymptomatische Fälle, 78 % (65–86 %) wirksam gegen symptomatische Erkrankungen, 93 % (57–100 %) wirksam gegen schwere Krankheiten und 65 % (33–83 %) wirksam gegen die Delta-Variante ist.

## Herstellung
Als Totimpfstoff wird Covaxin mit einer traditionellen Technologie hergestellt, die dem Polioimpfstoff ähnelt. Zunächst wurde SARS-CoV-2 vom National Institute of Virology isoliert und dann in Vero-Zellen vermehrt. Anschließend werden die Viren mit β-Propiolacton (BPL) behandelt, wodurch das Virus inaktiviert wird. Danach wird es mit Alhydroxiquim-II gemischt. Alhydroxiquim-II ist ein konjugiertes Polyethylenglycol (PEG)–Glucuronid-Linker–Imidazo[4,5-c]chinolin, das auf ein Aluminiumhydroxid-Hydrogel chemisorbiert wurde und sowohl als Adjuvans als auch als Vesikelbildner fungiert.
Der Impfstoff wird mit Bharat Biotechs hauseigenem Vero-Zell-Fermenter hergestellt, die eine Kapazität von etwa 300 Millionen Impfdosen besitzt. Angaben vom Mai 2021 zufolge sollten weitere Produktionsanlagen in Hyderabad und Andharua bei Bhubaneswar entstehen.
Im Dezember 2020 gingen Ocugen und Bharat Biotech eine Partnerschaft ein, um Covaxin für den US-Markt zu vermarkten. Im Juni 2021 wurde die Partnerschaft auf Kanada erweitert. Im Januar 2021 schloss Precisa Medicamentos eine ähnliche Partnerschaft für Brasilien, die aber im Juli 2021 wieder gekündigt wurde, da es politische Probleme gab.
Am 1. April 2022 gab Bharat Biotech bekannt, dass es die Produktion aufgrund des Nachfragerückgangs drosseln werde. Am 2. April teilte die WHO mit, dass bei einer Inspektion von Einrichtungen zur Herstellung von Covaxin im März 2022 Verstöße gegen die GMP (Gute Herstellungspraxis) gefunden worden seien.

## Klinische Studien

### Phase I und II Studien
Im Mai 2020 hat das Indian Council of Medical Research’s (ICMR’s) National Institute of Virology die Virusstämme für die Impfstoffentwicklung genehmigt und bereitgestellt. Im Juni 2020 erhielt das Unternehmen vom Drugs Controller General of India (DCGI) die Genehmigung zur Durchführung von Phase-I- und Phase-II-Studien am Menschen mit einem COVID-19-Entwicklungsimpfstoff mit dem Codenamen BBV152. Insgesamt 12 Standorte wurden vom Indian Council for Medical Research ausgewählt für die randomisierten, doppelblinden und placebokontrollierten klinischen Studien der Phasen I und II der Impfstoffkandidaten.
Im Januar 2021 veröffentlichte das Unternehmen die Ergebnisse der Phase-I-Studie in The Lancet. Am 8. März 2021 wurden die Ergebnisse der Phase II in The Lancet veröffentlicht. Die Studie zeigten eine stärkere Immunantwort und eine T-Zellen-Reaktion aufgrund des geänderten Dosierungsschemas gegenüber Phase I. Die Dosen in Phase II wurden in 4-Wochen-Intervallen verabreicht, im Gegensatz zu 2 Wochen in Phase I. Die Wirkung des Impfstoffs war in Phase II signifikant erhöht.

### Phase III Studien
Im November 2020 erhielt Covaxin die Genehmigung, nach Abschluss der Phase I und II, Phase III am Menschen durchzuführen. Die randomisierte, doppelblinde, placebokontrollierte Studie unter Freiwilligen der Altersgruppe ab 18 Jahren begann am 25. November 2020 mit rund 26.000 Freiwillige an 22 Standorten in Indien.
An einem ihrer Studienstandorte in Bhopal wurden mehrere ethische Verstöße gemeldet, die möglicherweise die Qualität der Gesamtdaten beeinträchtigen.

### US-Studie
Im März 2022 registrierte Ocugen eine Phase-2/3-Studie für 400 Personen in den USA, um die Immunantworten mit denen von Personen in der indischen Phase-3-Studie sowie Sicherheit und Verträglichkeit zu vergleichen. Die Studie zielt auch darauf ab, den Impfstoff als Auffrischimpfung nach anderen in den USA verwendeten Covid-Impfstoffen zu bewerten. Im April 2022 unterbrach Ocugen die Immuno-Bridgingstudie von Covaxin unter Berufung auf die Inspektionsergebnisse der WHO.

### Phase IV Studie
Im Juni 2021 kündigte Bharat Biotech den Beginn von Phase-IV-Studien an, um die Wirksamkeit des Impfstoffs in der Praxis zu bewerten.

### Studien bei Minderjährigen
Im Mai 2021 genehmigte der Drugs Controller General of India (DCGI) klinische Studien in der Altersgruppe von 2 bis 18 Jahren. Die Versuche werden bei AIIMS Delhi und Patna durchgeführt. Nicht weniger als 54 Kinder hatten sich bei der AIIMS Patna registriert. Gemäß den Daten der klinischen Studie sind insgesamt 525 Teilnehmer in die Studie eingeschrieben.

### Varianten
Im Dezember 2020 wurde im Vereinigten Königreich die Alpha-Variante, auch als B.1.1.7 bekannt, identifiziert. Eine In-vitro -Studie zu dieser Variante wurde durchgeführt und vorläufige Ergebnisse zeigen, dass Covaxin diesen Stamm wirksam neutralisiert.
Im April 2021 berichtete der Indian Council of Medical Research, dass der Impfstoff vielversprechende Ergebnisse bei der Neutralisierung der Linie B.1.617 gezeigt hat.
Im Mai 2021 ergab eine gemeinsame Untersuchung der Wissenschaftler des National Institute of Virology (NIV) India, dass der Impfstoff die Zeta-Variante (früher bekannt als B.1.1.28) wirksam neutralisiert.
Im Juni 2021 sammelte eine Gruppe von Forschern am National Institute of Virology (NIV) India Seren von genesenen Patienten und Personen, die Covaxin erhalten hatten. Sie fanden heraus, dass der Impfstoff die Varianten Delta (B.1.617.2) und Beta (B.1.351) wirksam neutralisierte.

## Zulassung
| Staat               | Zulassung         | Quellen |
| ------------------- | ----------------- | ------- |
| Indien              | 3. Januar 2021    | [ 57 ]  |
| Iran                | 17. Februar 2021  |         |
| Simbabwe            | 4. März 2021      | [ 58 ]  |
| Nepal               | 19. März 2021     | [ 59 ]  |
| Mauritius           | 21. März 2021     | [ 60 ]  |
| Mexiko              | 6. April 2021     | [ 61 ]  |
| Philippinen         | 19. April 2021    | [ 62 ]  |
| Trinidad und Tobago | 3. November 2021  | [ 63 ]  |
| Vietnam             | 10. November 2021 | [ 64 ]  |
| Bahrain             | 11. November 2021 | [ 65 ]  |

### Indien
Am 6. Dezember 2020 beantragte Bharat Biotech beim Drugs Controller General of India (DCGI) eine Notfallgenehmigung. Sie war die dritte Firma nach dem Serum Institute of India und Pfizer, die eine solche Zulassung beantragte.
Am 2. Januar 2021 empfahl die Central Drugs Standard Control Organization (CDSCO) die Zulassung, die am Tag darauf erteilt wurde. Covaxin sollte in einem „klinischen Versuchsmodus“ verwendet werden. Diese Notfallzulassung, die ohne Berücksichtigung von Daten aus Phase-III-Studien zu Wirksamkeit und Sicherheit erteilt wurde, stieß auf breite Kritik. Am 12. Oktober 2021 wurde Covaxin von Bharat Biotech für die Anwendung bei Kindern zwischen 2 und 18 Jahren zugelassen.

### Weitere Länder
Der Impfstoff erhielt auch im Iran und Simbabwe eine Notfallzulassung. Nepal erteilte die Notfallzulassung am 19. März 2021. Am 7. April folgte Mexiko und am 19. April die Philippinen. Darüber hinaus wurde Covaxin in Guatemala, Nicaragua, Guyana, Venezuela und Botswana zugelassen.
Am 3. November 2021 validierte die World Health Organization (WHO) den Impfstoff für den Notfall.